# Holm-Seppensen
Holm-Seppensen ist der einwohnerreichste Stadtteil der Stadt Buchholz in der Nordheide im Landkreis Harburg und liegt in der nördlichen Lüneburger Heide, etwa sechs Kilometer südlich der Kernstadt, in Niedersachsen. Seit der niedersächsischen Gebietsreform im Jahr 1972 gehören die den Stadtteil bildenden vormals selbständigen Gemeinden zu Buchholz. Zur Ortschaft gehören neben dem zentralen Ortsteil Holm-Seppensen auch die Ortsteile Seppensen im Norden und Holm im Süden.

## Lage
Der Ort Holm-Seppensen liegt geografisch zwischen der Kernstadt von Buchholz im Norden, dem Stadtteil Sprötze im Nordwesten, der Gemeinde Jesteburg im Osten sowie den Gemeinden Hanstedt und Handeloh im Süden am nördlichen Rand der Lüneburger Heide. Südlich angrenzend befindet sich das von Ausflüglern beliebte Heidegebiet Büsenbachtal rund um die Erhebung Pferdekopf. Durch den südlichen Ort Holm fließt die Seeve, ein Nebenfluss der Elbe. Außerdem wird der Stadtteil von den kleinen Seevezuflüssen Pulverbach und Seppenser Bach durchflossen.

## Gebietsreform
Nach der Gebietsreform im Jahre 1972 wurden die einst selbstständigen Gemeinden Seppensen, Holm und ein Teil der ehemals selbstständigen Gemeinde Lüllau (der jetzige Ort Holm-Seppensen) der Stadt Buchholz zugeordnet.

## Gliederung
Die Ortschaft Holm-Seppensen besteht aus den drei Ortsteilen:
- Ortsteil Seppensen
- Ortsteil Holm-Seppensen
- Ortsteil Holm

## Geschichte

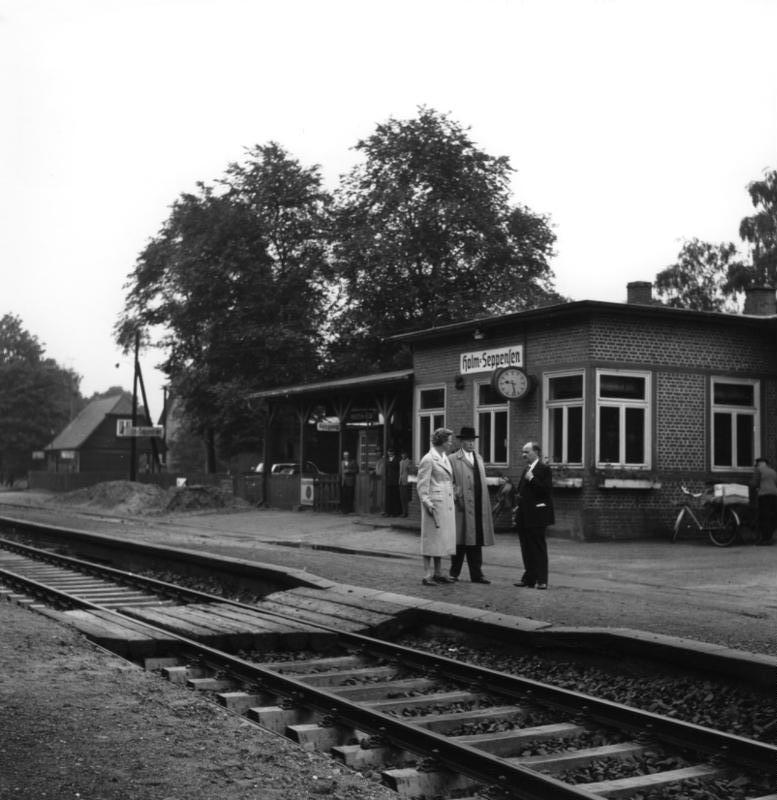
Der Bahnhof Holm-Seppensen im Jahre 1957. Auf dem Bahnsteig Bundeskanzler Konrad Adenauer mit seiner Sekretärin und Regierungssprecher Felix von Eckardt.

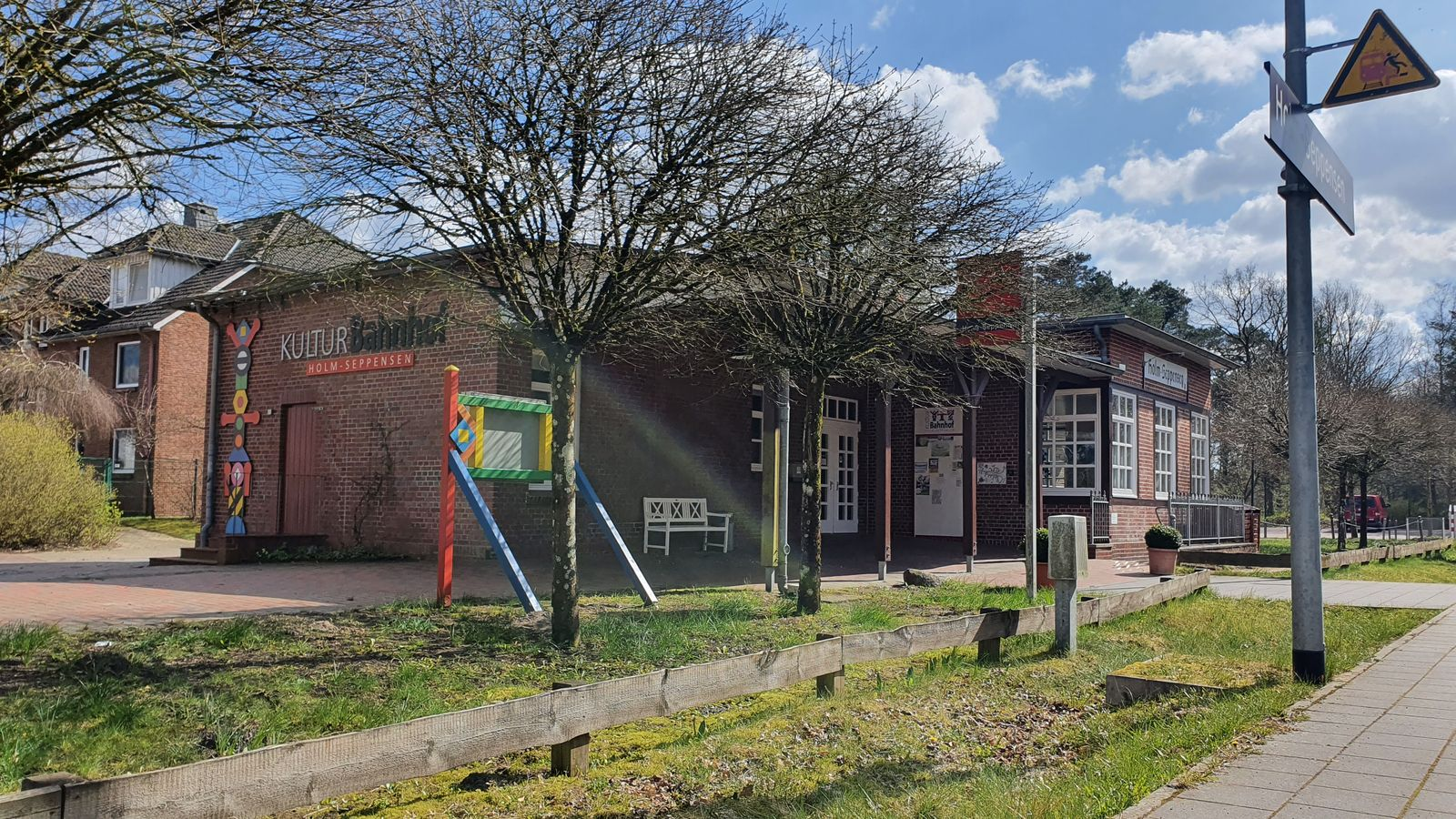
KulturBahnhof Holm-Seppensen

Die Siedlung Holm-Seppensen entstand 1901, als Holm und Seppensen einen eigenen Bahnhof an der neuen Verbindung Buchholz–Soltau, der Heidebahn bekommen sollten. Da die beiden Dörfer sich aber nicht auf einen Standort einigen konnten, entstand der Bahnhof mitten in der damaligen Heidelandschaft genau zwischen den beiden Orten. Holm-Seppensen wurde Naherholungsziel der nahen Großstadt Hamburg.
Mit der Wandervogel-Bewegung kamen immer mehr Menschen nach Holm-Seppensen in Zügen, die an manchen Wochenenden völlig überfüllt waren. Bald entstanden das erste Gasthaus, ein Kino, ein Lebensmittelgeschäft und als besonderer Anziehungspunkt ein Naturbadeteich mit Zeltplatz. Ein zweites Gasthaus an der Seppenser Mühle in knapp zwei Kilometer Entfernung zum Bahnhof wurde ein beliebtes Ausflugsziel.
Zwischen dem Ersten und dem Zweiten Weltkrieg wurden viele Wochenendhäuser errichtet, aus denen sich eine lockere Ansiedlung mit Grundstücksgrößen zwischen 4 000 und 8 000 m² bildete. Im Laufe des Zweiten Weltkrieges fanden in Holm-Seppensen viele Hamburger Zuflucht, insbesondere nach der schweren Bombardierung Hamburgs im Sommer 1943. Die Umwandlung von Wochenendhäusern in Gebäude zur dauerhaften Nutzung, die Verdichtung der Bebauung mit stetig kleiner werdenden Grundstücken und die Umwandlung der umliegenden offenen Heideflächen in Waldflächen veränderten das Ortsbild nach dem Zweiten Weltkrieg in hohem Maße.
Am 1. Juli 1972 wurden die bis dahin selbständigen Gemeinden Holm und Seppensen sowie Teile der aufgelösten Gemeinde Lüllau (im Bereich Thelstorf) im Zuge der Gemeindereform der Stadt Buchholz zugeschlagen, nachdem eine Zusammenlegung mit den Gemeinden Sprötze, Schierhorn und Handeloh nicht zustande gekommen war. Dieses Gebiet wurde unter dem Namen Holm-Seppensen zusammengefasst.
Mehrere Jahre lang setzte sich der im Sommer 2003 gegründete Verein Kulturbahnhof Holm-Seppensen für das längere Zeit leerstehende Bahnhofsgebäude ein. Der Verein hat mittlerweile das Empfangsgebäude von der Stadt Buchholz gepachtet und renoviert. Hier werden nunmehr auch diverse Veranstaltungen durchgeführt, beispielsweise verschiedenste Kurse, Vorträge, Lesungen, Ausstellungen und Konzerte. Außerdem befindet sich in dem Bahnhofsgebäude die neu eingerichtete Heidebücherei. Somit bildet der alte Bahnhof durch seine Umnutzung wieder einen Mittelpunkt des Ortes.

## Politik

### Ortsrat
Der Ortsrat, der Holm-Seppensen vertritt, setzt sich aus elf Mitgliedern zusammen. Die Ratsmitglieder werden durch eine Kommunalwahl für jeweils fünf Jahre gewählt.
Bei den vergangenen Kommunalwahlen ergaben sich folgende Sitzverteilungen:
| Wahljahr |  | CDU | CDU    |  | Grüne | Grüne  |  | SPD | SPD    |  | FDP | FDP    |  | UWG | UWG    |  | IDA | IDA   |  | BUB | BUB   |  | Gesamt   |
| -------- |  | --- | ------ |  | ----- | ------ |  | --- | ------ |  | --- | ------ |  | --- | ------ |  | --- | ----- |  | --- | ----- |  | -------- |
| 2021     |  | 4   | 37,7 % |  | 3     | 28,3 % |  | 2   | 20,6 % |  | 2   | 13,2 % |  | -   | -      |  | -   | -     |  | -   | -     |  | 11 Sitze |
| 2016     |  | 4   | 32,8 % |  | 2     | 18,0 % |  | 2   | 23,4 % |  | 1   | 9,8 %  |  | 2   | 16,0 % |  | -   | -     |  | -   | -     |  | 11 Sitze |
| 2011     |  | 3   | 31,0 % |  | 3     | 23,6 % |  | 3   | 22,3 % |  | 0   | 3,8 %  |  | 2   | 19,3 % |  | -   | -     |  | -   | -     |  | 11 Sitze |
| 2006     |  | 4   | 33,1 % |  | 2     | 14,3 % |  | 2   | 19,7 % |  | 0   | 5,0 %  |  | 2   | 17,6 % |  | 1   | 8,7 % |  | 0   | 1,4 % |  | 11 Sitze |

### Ortsbürgermeister
Der Vorsitzende des Ortsrates wird gemäß dem Niedersächsischen Kommunalverfassungsgesetz (NKomVG) durch die Mitglieder des Ortsrates gewählt. Der Vorsitzende des Ortsrates führt die Bezeichnung Ortsbürgermeister.

#### Holm-Seppensener Ortsbürgermeister
- 1948–1986: Richard Heuer (bis 1972 Bürgermeister der Gemeinde Seppensen, Wählergemeinschaft / CDU)
- 1986–2001: Dieter Hoppe (SPD)
- 2001–2005: Regina Spandau-Mylius (Bündnis 90/Die Grünen)
- 2005–2006: Hannelore Mottig (SPD)
- 2006–2011: Bettina Jägersberg (CDU)

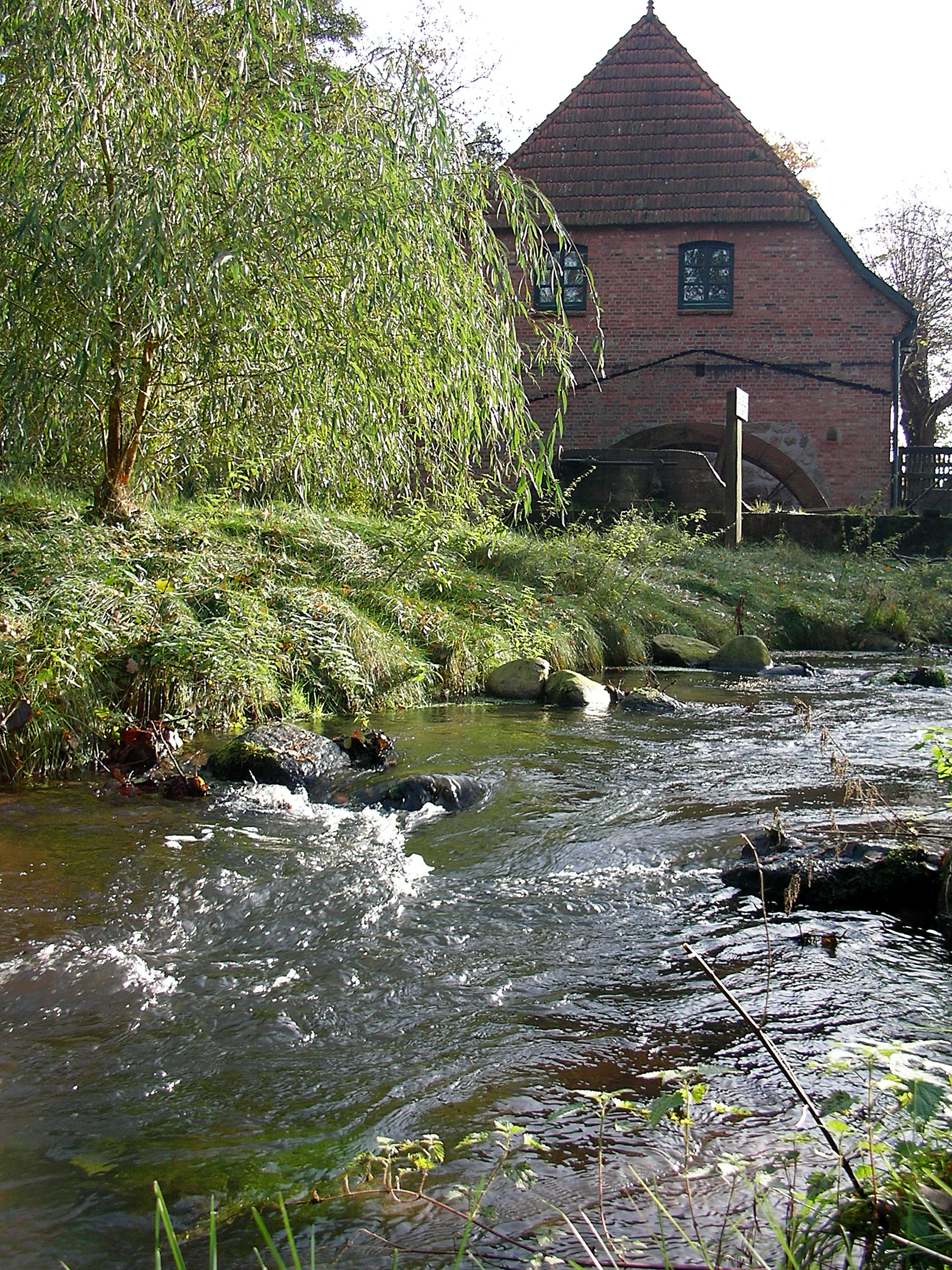
Holmer Mühle (2006)

- 2011–2016: Rainer Breckmann (SPD)
- 2016–2021: Marc Wölpern (CDU)
- seit 2021: Bernhard Unger (CDU)[6]

## Kultur und Bildung

### Natur

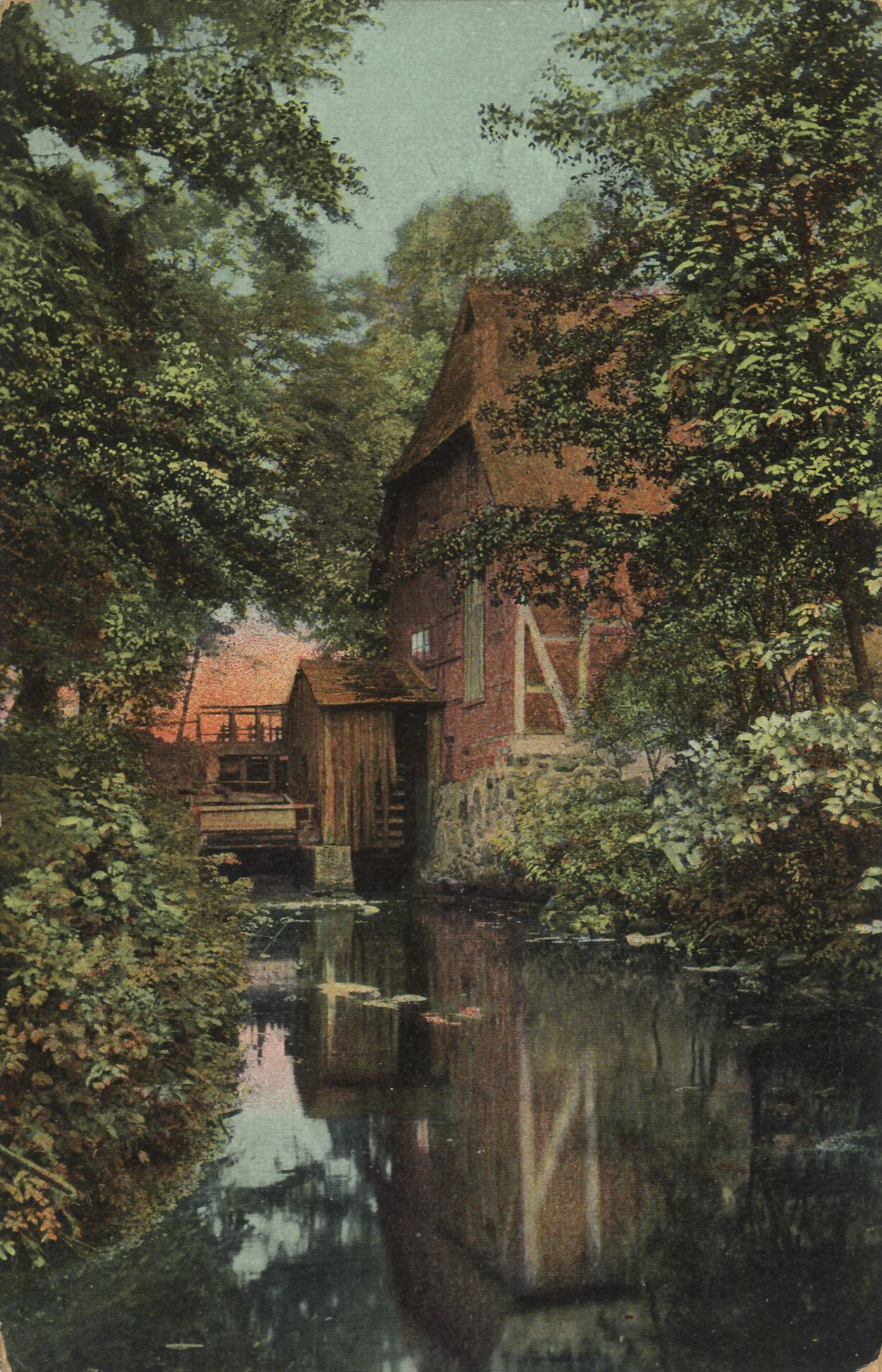
Seppenser Mühle (um 1900)

Den Ort Holm-Seppensen umgibt eine abwechslungsreiche Heide-, Wald-, Wiesen- und Ackerlandschaft, von den Lohbergen herab bis zu den der Seeve zufließenden Bächen.
Besondere Touristen-Attraktionen sind der Campingplatz Holm-Seppensen inklusive anliegendem Naturbadeteich (der seit 2015 nur noch für Campingplatznutzer geöffnet ist), sowie der als Angelsee genutzte Seppenser Mühlenteich mit der ehemaligen Seppenser Mühle, die Heidelandschaft des Büsenbachtals mit dem Pferdekopf, die Höllenschlucht und der ebenfalls inmitten einer Heidelandschaft gelegene 129 m hohe Brunsberg. Durch Holm-Seppensen führt die Route des Heidschnuckenwegs, einem überregional beliebtem Wander- und Fahrradstrecke durch die Lüneburger Heide.

### Sehenswürdigkeiten
Das Museumsdorf Seppensen ist ein frei zugängliches Museum und als idyllisch anmutendes Hofensemble eine Touristen-Attraktion. Es entstand seit 1980 ausgehend von der ehemalige Seppenser Dorfschule (seit 1984 unter Denkmalschutz) als Heimatmuseum in Seppensen. Hier wurden mehrere, zumeist vor dem Abriss gerettete, historische Gebäude aus der nahen Umgebung um einen zentralen Dorfplatz errichtet. Es handelt sich hierbei um ein Bauernhaus aus dem 16. Jahrhundert (Sniers Hus), eine Durchfahrtscheune, ein Backhaus, eine Schmiede und einen (neu errichteten) Bienenstand. Die Dorfschule beherbergt im Obergeschoss eine umfangreiche heimatkundliche Bibliothek mit 2550 Medieneinheiten und das vereinseigene Archiv, dessen Bestandsinformationen im Internet über FirstRumos einsehbar sind. Im Erdgeschoss des Gebäudes, der ehemaligen Wohnung der Lehrerfamilie, befindet sich eine audiovisuelle Ausstellung Zügig in die Zukunft zu den Themen Heidebauernwirtschaft und Bucholz als Bahnknotenpunkt.
Direkt gegenüber liegt seit 1989 das Gelände des Alaris Schmetterlingspark Buchholz. In drei unterschiedlich klimatisierten Hallen (tropische, subtropische und mediterrane Klimazone) erlebt man je nach Jahreszeit unterschiedliche Arten hunderter frei fliegender Schmetterlinge inmitten ihrer Wirts- und Futter-Pflanzen.

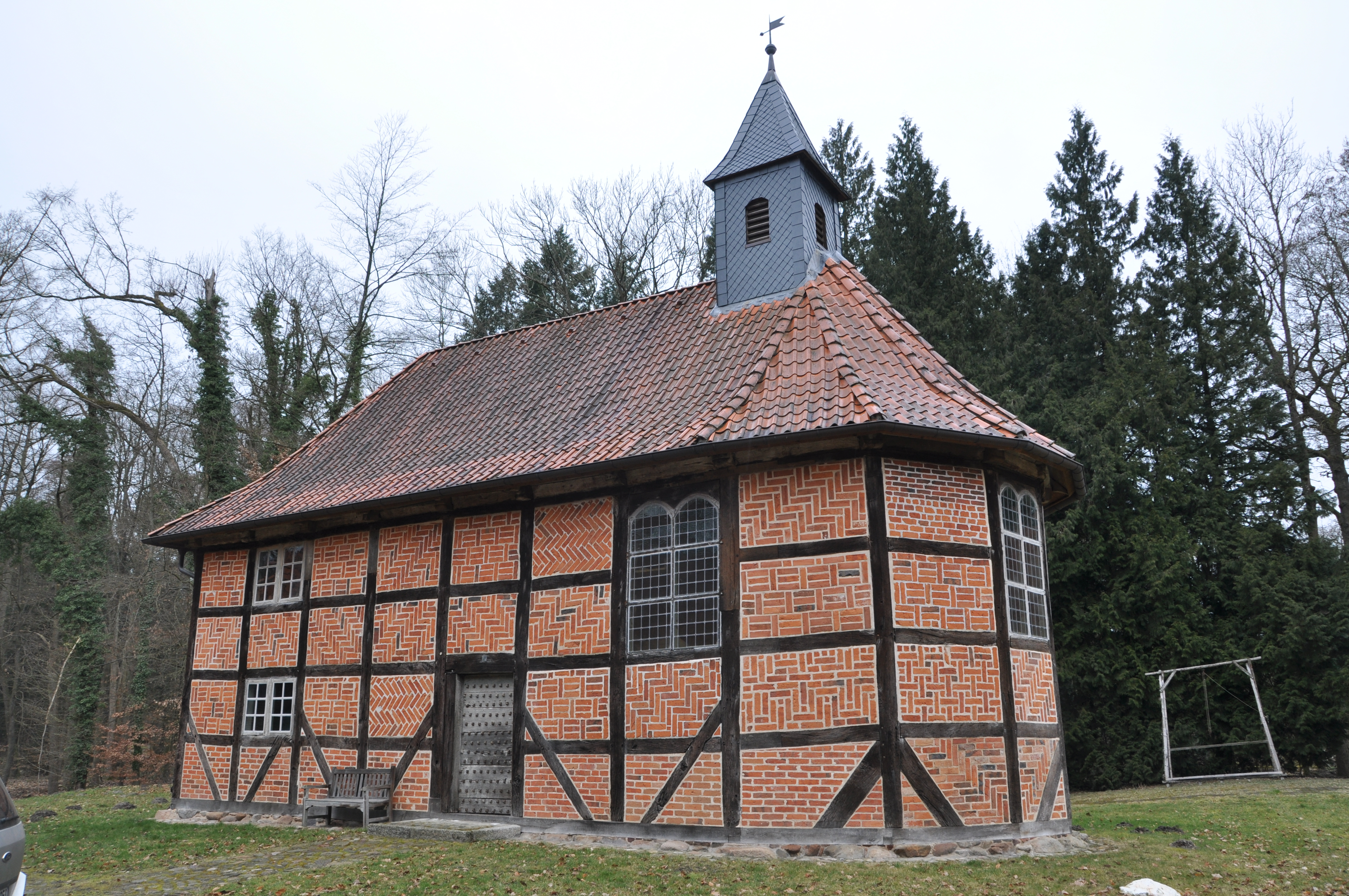
Kapelle in Holm

In Holm befindet sich das historische Rittergut Gut Holm. Dessen erst kürzlich restaurierte historische Kapelle (gebaut 1580) ist das mit Abstand älteste Gebäude der Stadt. Auf dem Gelände angrenzend befindet sich an der Seeve gelegen die intakte Holmer Mühle, deren vollständig funktionstüchtiges Mahlwerk regelmäßig an Mahltagen (jeden zweiten Sonnabend im Monat) in Gang gesetzt wird. Das dort ausgemahlene Mehl wird meist in der darauf folgenden Woche nach überlieferten Rezepten im Backhaus des Museumsdorfes Seppensen ausgebacken und anschließend verkauft. Zudem finden in der Holmer Mühle in unregelmäßigen Abständen Konzerte und Ausstellungen statt. Die Wassermühle wird vom Geschichts- und Museumsverein Buchholz betreut.
In der Ortschaft Holm-Seppensen befindet sich zudem im Germuth-Scheer-Hus eine Altenbegegnungsstätte auf einem 7 000 m² großen parkähnlichen Areal.

### Sport und Freizeit

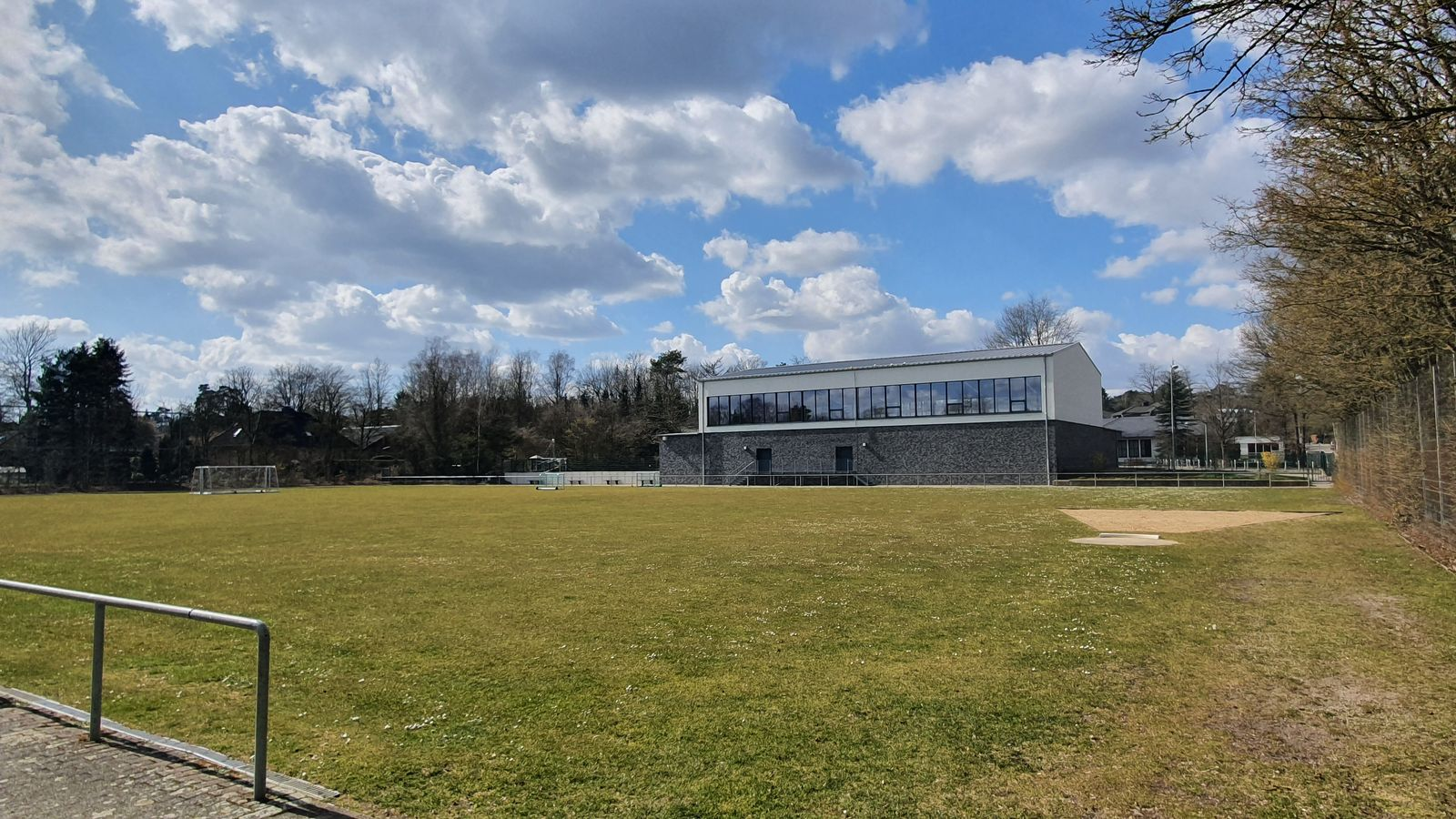
Sportplatz und Sporthalle Holm-Seppensen

Der Ort Holm-Seppensen hat einen Sportverein, der 1949 als SV Holm gegründet und später erweitert wurde. Heute heißt der Sportverein SV Holm-Seppensen. Die angebotenen Sparten des Vereines sind Fußball, Gymnastik, Judo, Sportakrobatik, Tischtennis, Turnen und Volleyball. Der Verein hat knapp 600 Mitglieder.
Der Verein war lange mit seinem Vereinsheim und einem Fußballplatz im benachbarten Wörme beheimatet. Seit 2019 konnte durch die Stadt und private Sponsoren eine neue zentrale Spielstätte mit Vereinsheim und Fußballplatz in Holm-Seppensen realisiert werden. Dem Verein steht auch der Schulsportplatz und die Schulsporthalle der Mühlenschule zur Verfügung.
In Holm-Seppensen sind ferner der 1969 gegründete Tennisclub TC Seppensen mit acht Außen- und drei Hallenplätzen ansässig sowie der 1972 gegründete Tennisclub TC Nordheide mit sechs Außen- und drei Hallenplätzen.
Im Januar 2020 haben sich die bis dahin konkurrierenden Tennisvereine zusammengeschlossen und ist nun als TC Seppensen Nordheide der größte Tennisclub in der Umgebung.
1982 wurde in Seppensen ein in der Niederung des Seppenser Bachs gelegener 18-Loch Golfplatz (Golf Club Buchholz-Nordheide e. V.) gegründet. Seit Ende 2007 existiert eine Bowling-Anlage in Holm-Seppensen, die aus einer ehemaligen Tennishalle hervorgegangen ist.
Seit 1987 findet in Seppensen jährlich das Dorf- und Museumsfest um die Mittsommernacht statt.

### Bildungseinrichtungen
Holm-Seppensen verfügt mit der Mühlenschule über eine Grundschule sowie über drei Kindergärten (evangelischer Kindergarten Am Schoolsolt, Kindergartenverein Seppensen e. V. und Montessori Kinderhaus).
Seit November 1998 hat Holm-Seppensen einen Jugendtreff, der zweimal wöchentlich geöffnet ist.

### Kirche und Friedhof

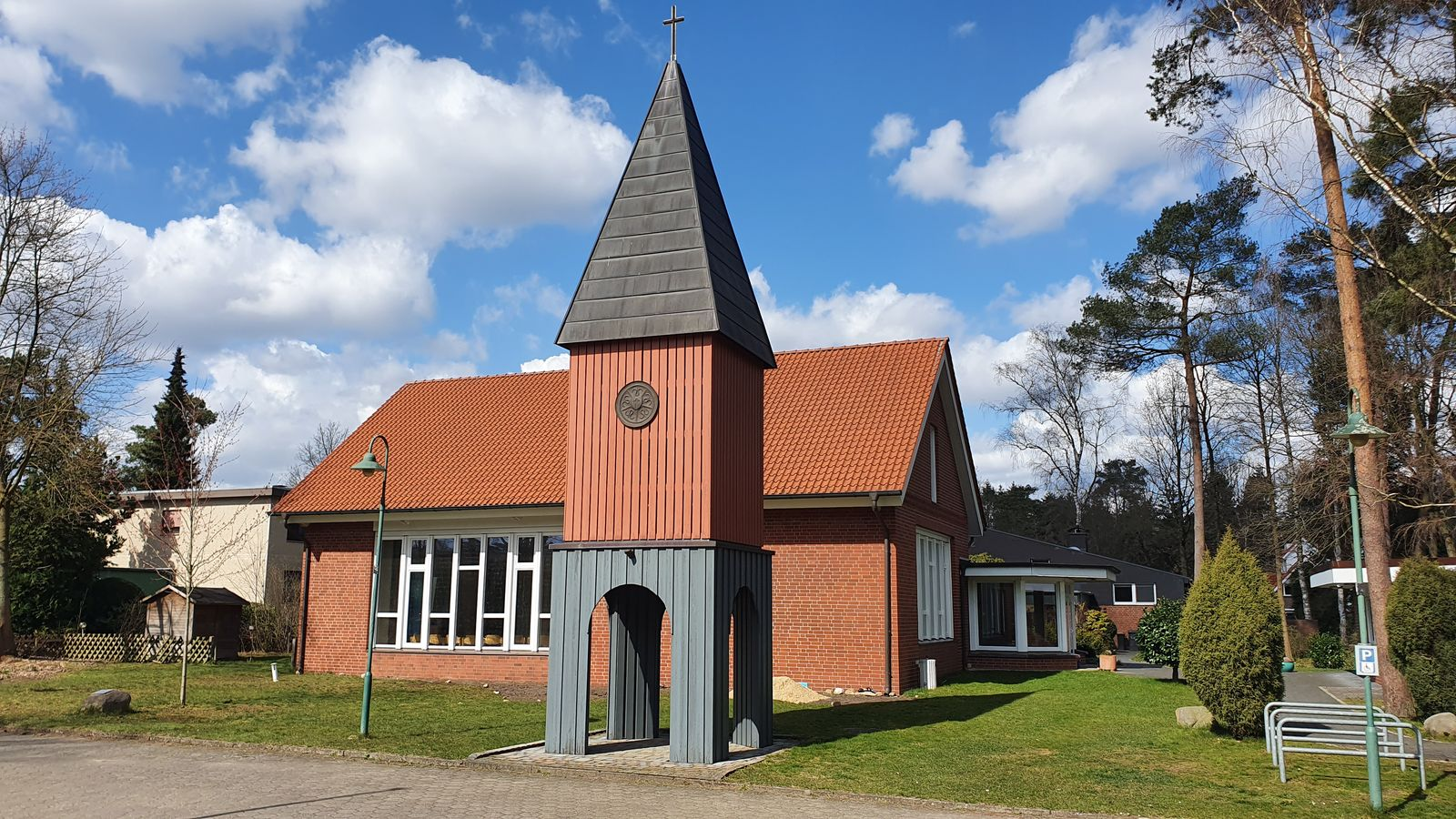
Martin-Luther-Kirche in Holm-Seppensen

In Holm-Seppensen gibt es eine evangelisch-lutherische Kirchengemeinde sowie im Ortsteil Seppensen den städtischen Friedhof.

### Feuerwehr
Im Ortsteil Holm befindet sich aktuell das Feuerwehrhaus der Freiwilligen Feuerwehr Holm. Dieses soll allerdings zeitnah durch einen Neubau in der Holm-Seppenser Ortsmitte ersetzt werden. Hier engagieren sich derzeit ca. 70 Mitglieder ehrenamtlich.

## Verkehr

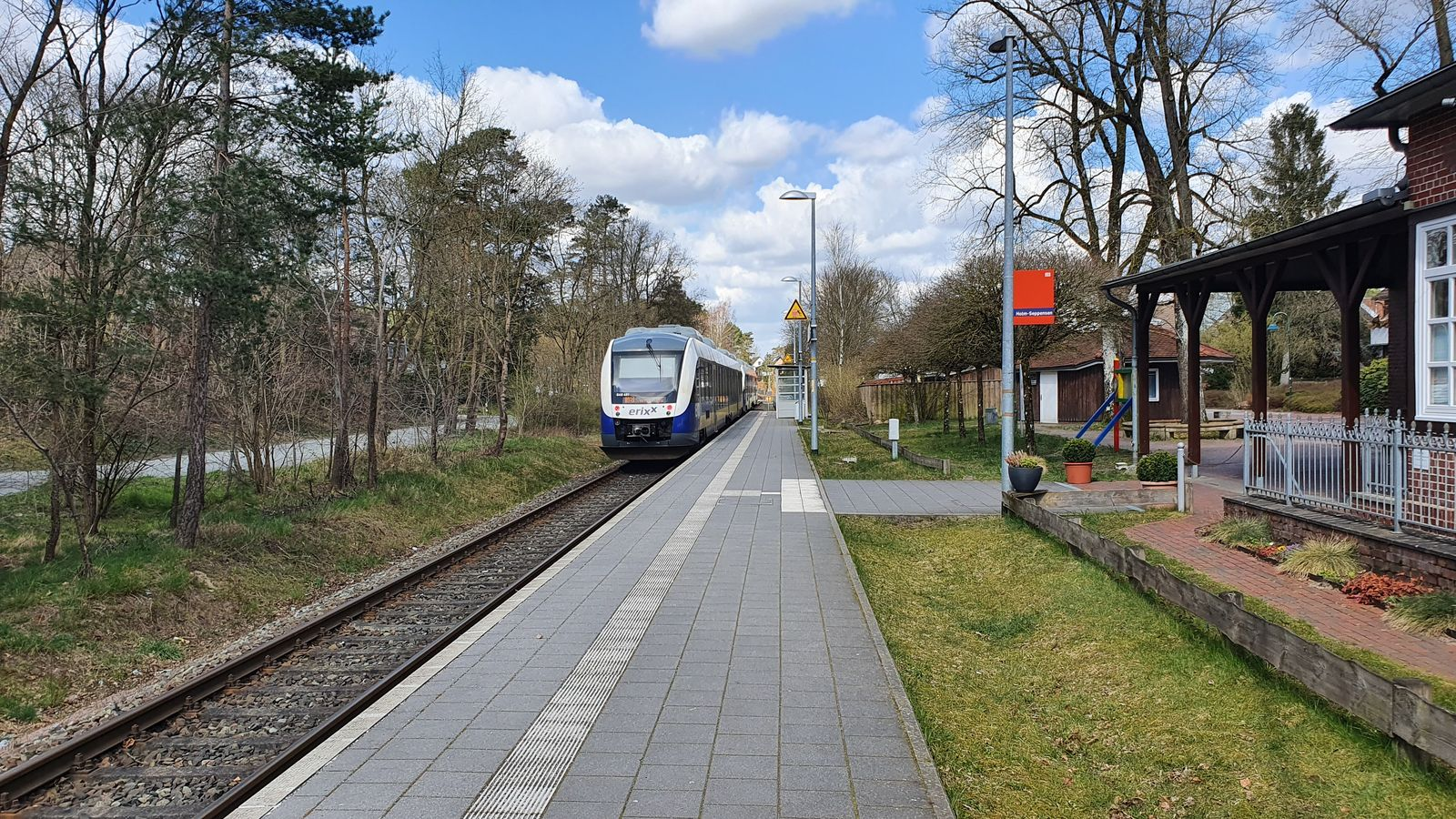
Haltepunkt Holm-Seppensen

Holm-Seppensen verfügt über einen eigenen Haltepunkt an der Bahnstrecke Buchholz–Hannover, welche auch als Heidebahn bekannt ist, die Buchholz umstiegsfrei durch die Lüneburger Heide über Soltau mit der niedersächsischen Landeshauptstadt Hannover verbindet. In Richtung Hamburg müssen Fahrgäste in der Regel im Bahnhof Buchholz in den metronom umsteigen. Allerdings fahren die Züge der vom Eisenbahnunternehmen Start betriebenen Heidebahn feiertags und an Wochenenden auch über Buchholz hinaus bis Hamburg-Harburg.
Des Weiteren werden Seppensen und Holm-Seppensen werktags halbstündig mit den Buchholzer Stadtbuslinien 4101 und 4103 direkt an die Innenstadt und den Bahnhof angebunden. Außerdem werden die Ortsteile in unterschiedlichen Takten durch Buslinien der KVG angefahren.
Für den Auto-, Fuß- und Radverkehr ist Holm-Seppensen über verschiedenste Kreis- und Gemeindestraßen, sowie attraktive Wanderwege erschlossen.

## Persönlichkeiten
- Myra Çakan, freischaffende Künstlerin und Autorin
- Thomas Holst, verurteilter Dreifachmörder[10]
- Zara Zerbe, Schriftstellerin